# Adolfo Castells
Adolfo Castells (né à Montevideo le 23 mai 1937 et mort le 12 juillet 2016 dans la même ville) est un diplomate, journaliste et homme de lettres uruguayen. 

## Biographie
Né à Montevideo, en Uruguay. Il a étudié les sciences politiques à Paris.
Il a été l'ambassadeur uruguayen dans de nombreux pays, y compris le Nigeria, l'Argentine et l'Équateur.
Son œuvre la plus célèbre est El Anonimato y la Notoriedad. Fragmentos de una labor periodística (1992).

## Œuvres
- 1973 : Crisis del Sistema Monetario Internacional
- 1974 : La cláusula de la Nación más Favorecida en las Relaciones Comerciales Desarrollo-Subdesarrollo
- 1976 : La Concepción Clásica de las Relaciones Internacionales
- 1977 : La Concepción Marxista de las Relaciones Internacionales
- 1994 : La ONU, las Guerras y las Medias Paces
- 1998 : Niño Bien (roman)
- 2006 : La Gran Ilusión. El Progresismo Uruguayo
- 2007 : Carnaval y Populismo Autoritario. La Realidad del Progresismo Uruguayo